# Самоши, Жофия
Жофия Самоши (венг. Szamosi Zsófia; род. 12 августа 1977, Будапешт, Венгерская Народная Республика) — венгерская актриса

 театра и кино.

## Биография
Училась в средней школе «Berzsenyi Dániel Gimnázium». Провела два в театре «Újszínház» до тех пор, пока в третий раз не поступила в колледж театрального киноискусства «Színház- és Filmművészeti Egyetem». В студенческие годы сменила имя, когда её сестра Анна тоже поступила.
29 ноября 2018 года она получила награду За лучшую женскую роль на 40-м Международном кинофестивале в Каире за роль в фильме «Один день».